# 運輸署

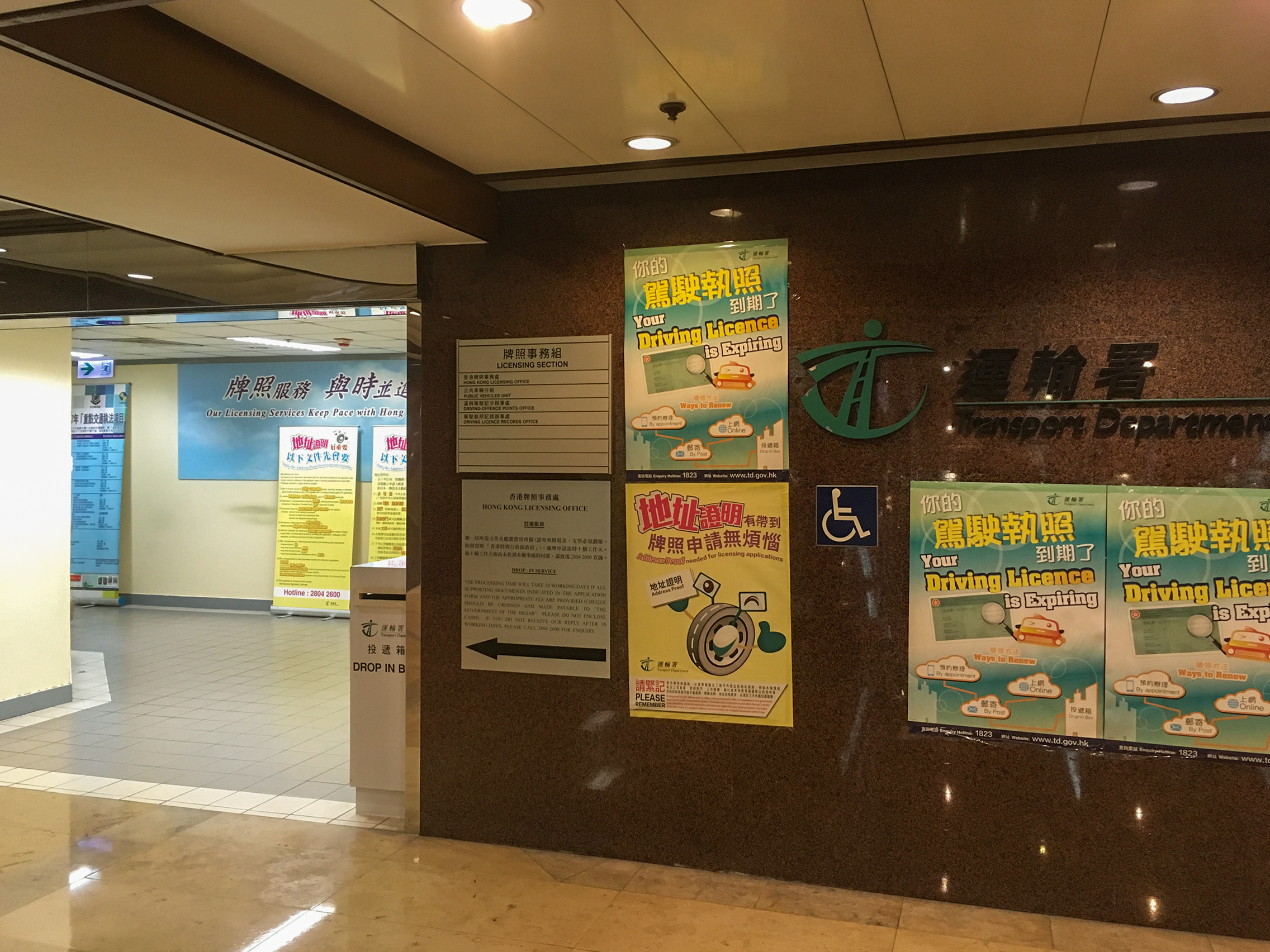
金鐘統一中心3樓運輸署香港牌照事務處

運輸署（英語：Transport Department）是香港特別行政區政府運輸及物流局轄下的部門，於1968年成立，專門負責規管香港交通事宜。
運輸署職責同時牽涉公共行政，交通政策，牌照管理，基建管理，地區工程及制訂技術指引等工作，範圍甚廣。按現行人事機制，運輸署署長一般由政務官（政務主任職系首長級第六級）擔任；而運輸署兩名副署長分別由一首席政府工程師（一般為土木工程師）及一首長級運輸主任職系公務員擔任。八名助理署長分別由工程師職系（一般為土木工程師）及運輸主任職系擔任。

## 歷史
1965年，交通事務處成立，隸屬於布政司署。其後，於1968年12月1日成為獨立部門。1974年1月7日，更改名稱為運輸署。1982年重組，改屬布政司署運輸科，負責管理運輸事宜。

### 隸屬
- 布政司署運輸科（1982年－1997年6月30日）
- 運輸局（1997年7月1日－2002年6月30日）
- 環境運輸及工務局（2002年7月1日－2007年6月30日）
- 運輸及房屋局（2007年7月1日－2022年6月30日）
- 運輸及物流局（2022年7月1日－）

## 職能
1. 管理香港道路交通
2. 進行各種車輛測試以判定其是否適合在馬路上行走，如傾斜測試
3. 委任獲授權人員監管香港隧道、公路、橋樑、幹線
4. 監管香港公共交通機構，包括巴士、小巴公司、的士和渡輪，規劃和管理公共交通網絡
5. 舉行駕駛考試、簽發香港駕駛執照及香港車輛牌照事務
6. 提高道路安全意識
7. 制訂香港長遠交通規劃
8. 為長者及合資格殘疾人士公共交通票價優惠計劃作出核數、管理、發還予有關公共交通機構等

該署亦設有緊急事故交通協調中心，於因為突發事件（如天災、大型交通意外）或特定時期（如開課日、新交通系統啟用）而影響交通時運作，負責協調各種交通工具的服務。

## 牌照事務處
香港牌照事務處：香港金鐘道九十五號統一中心三樓（鄰近港鐵金鐘站D出口） 
九龍牌照事務處：九龍長沙灣道三零三號長沙灣政府合署二樓（鄰近港鐵深水埗站C1出口） 
觀塘牌照事務處：九龍觀塘鯉魚門道十二號東九龍政府合署五樓（鄰近港鐵觀塘站D4出口） 
沙田牌照事務處：新界沙田上禾輋路一號沙田政府合署二樓（鄰近港鐵沙田站B出口）

四間牌照事務處的服務時間如下：
星期一至五：	上午九時正至下午五時正 ( 午膳時間照常辦公 )
星期六、日及公眾假期停止辦公

## 車輛檢驗中心

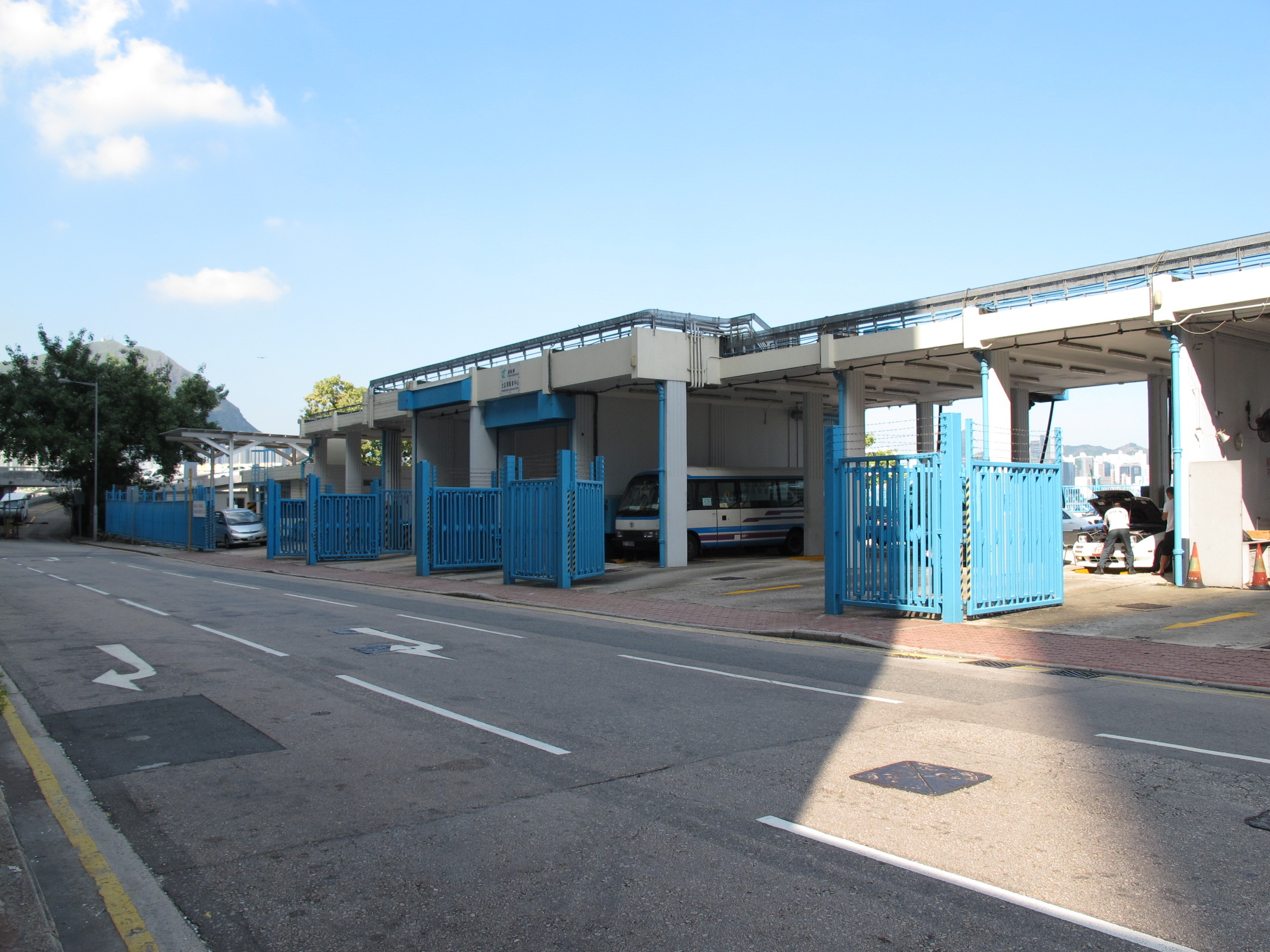
土瓜灣驗車中心（已搬遷）

由於進行九龍東改善及中九龍幹線工程，因此決定將九龍灣驗車中心，新九龍灣驗車中心及土瓜灣驗車中心遷移至青衣的運輸署車輛檢驗綜合大樓。
運輸署車輛檢驗綜合大樓：新界青衣西草灣路18號（授權檢驗市區的士，巴士，小型巴士，貨車（車輛總重量超逾 16 公噸），特別用途車輛（車輛總重量超逾 16 公噸），- 貨車（車輛總重量超逾 1.9 公噸至 16 公噸），特別用途車輛（車輛總重量超逾 1.9 公噸至 16 公噸），拖車
運輸署上葵涌驗車中心：新界葵涌和宜合道302號近香港警務處警察學院偵緝訓練中心及梨木樹消防局（授權檢驗新界的士）（註：2024年10月2日起遷往青衣的運輸署車輛檢驗綜合大樓）
新大嶼山巴士（1973）有限公司：大嶼山梅窩碼頭路梅窩車廠（獲授權檢驗大嶼山的士）
運輸署也授權部份港九新界各車輛維修中心檢驗私家車及總重量不超過1.9噸的輕型貨車。

## 歷任署長
1. 薛璞（1967年－1971年）
2. 惠柳新（1971年－1974年）
3. 麥法誠（1974年－1978年）
4. 顏敦禮（1978年－1982年）
5. 李舒（1982年[2]－1987年）
6. 蘇燿祖（1987年－1989年）
7. 蕭炯柱（1989年－1992年）
8. 許仕仁（1992年－1995年）
9. 任關佩英（1995年－1997年）
10. 羅范椒芬（1997年－1998年）
11. 霍文（1998年－2005年6月17日）[3]
12. 黃志光（2005年6月18日—2009年8月16日）
13. 黎以德（2009年－2012年）
14. 何淑兒（2012年7月－10月）
15. 楊何蓓茵（2012年10月－2017年7月）
16. 陳美寶（2017年10月－2020年7月）
17. 羅淑佩（2020年9月9日－2023年8月14日）
18. 李頌恩（2023年8月28日－現任）

## 外部連結
- 香港特別行政區政府 運輸署 （页面存档备份，存于）
- 香港巴士大典上的相关条目：運輸署
- 香港網絡大典上的相关条目：運輸署

|                             | 英屬香港交通事務處 · 隸屬於布政司署 | 繼任： · 英屬香港交通事務處   |
| 前任： · 英屬香港交通事務處 | 英屬香港交通事務處 · 成為獨立部門   | 已廢止 原因：更改名稱為運輸署 |
| 前任： · 英屬香港交通事務處 | 英屬香港運輸署                      | 繼任： · 香港運輸署           |
| 前任： · 英屬香港運輸署     | 香港運輸署                          |                               |